# Comuna de Knyszyn
Knyszyn (polaco: Gmina Knyszyn) é uma gminy (comuna) na Polónia, na voivodia de Podláquia e no condado de Mońki. A sede do condado é a cidade de Knyszyn.
De acordo com os censos de 2004, a comuna tem 4965 habitantes, com uma densidade 38,9 hab/km².

## Área
Estende-se por uma área de 127,68 km², incluindo:
- área agricola: 57%
- área florestal: 32%

## Demografia
Dados de 30 de Junho 2004:
|                      | Total   | Total | Mulheres | Mulheres | Homens  | Homens |
| -------------------- | ------- | ----- | -------- | -------- | ------- | ------ |
|                      | pessoas | %     | pessoas  | %        | pessoas | %      |
| População            | 4965    | 100   | 2491     | 50,2     | 2474    | 49,8   |
| Densidade (pop./km²) | 38,9    | 100   | 19,5     | 19,5     | 19,4    | 19,4   |

De acordo com dados de 2002, o rendimento médio per capita ascendia a 1509,87 zł.

## Subdivisões
- Chobotki, Czechowizna, Grądy, Guzy, Jaskra, Kalinówka Kościelna, Lewonie, Nowiny Kasjerskie, Nowiny-Zdroje, Ogrodniki, Poniklica, Wodziłówka, Wojtówce, Zofiówka.

## Comunas vizinhas
- Czarna Białostocka, Dobrzyniewo Duże, Jasionówka, Krypno, Mońki